# Ulyaniyya
La ulyaniyya, ulyaïyya, alyaïyya o ilbaïyya fou una secta extremista xiïta fundada per Baixxar aix-Xaïrí, heretge de Kufa, al segle viii. Les seves teories foren rebutjades per Jàfar as-Sàdiq. La secta divinitzava a Ali i rebaixava a Mahoma a simple missatger d'Ali; també fou acusat de permetre el llibertinatge. Sembla que fou un antecedent dels nussayrites.